# 宮脇健三郎
宮脇 健三郎（みやわき けんざぶろう）は、日本の情報工学者・ロボット工学者。大阪工業大学情報科学部実世界情報学科准教授・北山会会長。博士（情報学）。日本ロボット学会代議員。元電子情報通信学会ヒューマンコミュニケーショングループ幹事。
専門は、知能情報学・情報センシング（コンテキストアウェア・ウェアラブルセンサなど）、ロボットプログラミング（Python・ROS含む）・ロボットシミュレーター（Webotsなど）。

## 略歴
2008年大阪工業大学大学院情報科学研究科情報科学専攻博士後期課程修了、博士（情報学）。情報通信研究機構（NICT）分散協調メディアグループ研修員を務め、大阪工業大学情報科学部コンピュータ科学科助手、同学部情報メディア学科准教授を経て、2025年同学部実世界情報学科准教授。2016年より情報科学部同窓会「北山会」の会長も務める。
主な所属学会は、日本ロボット学会、情報処理学会 、電子情報通信学会など。

## 主な研究
- ROSやロボットシミュレータを使ったロボット開発 - 小型移動ロボット 「Microbot」、生活支援ロボット「ラサラス」、メカナムホイール利用のロボットカーなど[4][5]
- 屋内外でのナビゲーションロボットの開発
- 調理ナビゲーションなどの日常生活行動の支援システムに関する研究
- ウェアラブルセンサを用いた協調的認知行動ナビゲーションと振り返りに基づく生活行動認知リハビリテーション支援システム
- 人間の状態を考慮した知能情報対話システム
- ジェスチャ認識による演奏者と観客のインタラクションに基づくライブの一体感演出システム
- スマートフォン端末とその内蔵センサを用いたアプリケーション開発

指導する情報科学部研究室の学生チームが、ロボカップジャパンオープン2020＠オープンプラットフォームリーグ準優勝（チーム「OIT-Challenger」）、ロボカップ世界大会2017＠ホームリーグ第7位（チーム「O.I.T. Trial」）に入賞している。
情報科学の対外啓蒙活動として、国際PBLプログラムの一環で、タマサート大学シリントーン国際工学部（SIIT）とのロボットシミュレータを利用した「バーチャルワールドロボットプログラミング」2021の開催をサポートしている。また、高校生向けにも、京都すばる高等学校（2017）などへ出張講義を行っている
。